# MERS-CoV
 Denne artikel bør gennemlæses af en person med fagkendskab for at sikre den faglige korrekthed.
    .. infoboksen bør efterses og evt. suppleres

Denne side handler om virussen "Middle East respiratory syndrome related coronavirus" . For sygdommen "Middle East Respiratory Syndrome", se MERS .
MERS-CoV (Middle East respiratory syndrome-related coronavirus) er en virus i coronavirus-familien, der blev identificeret første gang i 2012, og som kan forårsage alvorlig luftvejsinfektion, lungebetændelse og nyresvigt hos mennesker. 
Indtil videre har alle infektioner oprindelse på den arabiske halvø især omkring Saudi-Arabien. 
De sygdomstilfælde, som sundhedsmyndighederne har fået kendskab til, var for det meste alvorlige og ofte dødelige; det vides imidlertid ikke, hvor mange af de inficerede mennesker der udvikler sygdom. 
Baseret på det hidtidige epidemiologiske mønster for spredningen kan det antages, at MERS-CoV kun vanskeligt overføres fra person til person, og at de primære værtsorganismer sandsynligvis er flagermus, hvorfra det − via dromedarer som mellemvært − sporadisk er overført til mennesker.
Indtil videre er der ingen bevist og sikker antiviral terapi for dem der på grund af MERS-CoV udvikler MERS, Middle East Respiratory Syndrome. 
Behandling af syge er derfor begrænset til at lindre symptomerne. 
Rejseadvarsler eller handelsbegrænsninger er (pr. januar 2016) ikke eksplicit godkendt af WHO.

## Galleri
| - Mellemværter og rejseinformation - Mellemværter − Vektorer - Information for rejsende til Mellemøsten (arabisk) |

| - Den tilknyttede sygdom MERS, Middle East Respiratory Syndrome - Symptomer på sygdommen MERS - Udbrud af sygdommen MERS Sydkorea og Saudi-Arabien |